# La rivincita di Montecristo
La rivincita di Montecristo (Le comte de Monte Cristo, 2ème époque: Le châtiment) è un film del 1943 diretto da Robert Vernay e Ferruccio Cerio.
È il seguito de Il conte di Montecristo.